# 何德普
何德普（1956年10月28日—），生于北京市，中国著名持不同政见人士，基督徒。

## 生平
原为北京有機化工廠工人。1979年曾参与西单民主墙运动，创办民间杂志《北京青年》，以独立候选人身份参加北京市区县人民代表大会代表竞选，被该厂领导批搞资本阶级自由化。后调入中国社会科学院办公室工作。1998年参与组建中国民主党活动，并第二次参加参加北京市区人民代表大会代表竞选。在1990年代末许多中国民主党人士先后被捕入狱。 作为民主党骨干之一的何德普接任已“全军覆没”的中国民主党京津党部主席，继续推动民主事业。
2000年3月被中国社会科学院辞退。2002年11月4日，中共十六大举行前夕被“失踪”。2003年1月28日被刑事拘留，2003年1月30日被正式逮捕，理由均是涉嫌犯颠覆国家政权罪，2003年3月6日才通知家属。2003年11月6日，北京市第一中级人民法院在耗费两小时后以煽动颠覆国家政权罪判处有期徒刑8年、剥夺政治权利2年，当时现场仅其妻子贾建英获准到法庭听审。
2011年1月24日刑满出狱。在出狱时，他因拒绝乘坐公安局所安排的警车回家并反抗，遂于警察发生冲突，后因高喊“结束一党专制，建设自由中国，不自由毋宁死”再次遭遇暴力后被警察带至派出所，且又一次发生争吵和肢体冲突。在他回家后，想去看望他的朋友也因受阻无果。他将这形容为“出小监狱，进到了大监狱。

## 被判刑
根据《北京市第一中级人民法院刑事判决书（2003）一中刑初字第2933号》，何德普的罪行是：
“经审理查明：被告人何德普于1999年初至2002年11月间，先后任非法组织“中国民主党监察委员会”、“中国民主党京津党部”负责人。其间，被告人何德普多次在互联网多家网站发表或签署发布题为《中国民主党迎接新世纪宣言》、《就二月访华之行致布什总统的公开信》、《中共已经在结束专制、振兴中华的历史关头——中国民主党致中共第十六次全国代表大会》、《工潮、农运的实干家胡明君与王森》等多篇文章，散布删除我国《宪法》中的“四项基本原则”、“共产党的本质是讲专制”、“中共如果不放弃马列和一党专政，就只能是中共亡，中华兴的结局”、要“结束一党专政”、“建立真正分权制衡的民主宪政”等言论，诽谤我国的社会主义制度、政治制度和政党制度，诬蔑无产阶级专政理论，煽动颠覆国家政权和推翻社会主义制度。”

## 近况
他称受美国总统特朗普影响开通了推特，并分享参与了北京维权人并与他人一同进行维权的相关活动合影。